# Spean Bridge
Spean Bridge är en ort i Storbritannien.   Den ligger i kommunen Highland och riksdelen Skottland, i den nordvästra delen av landet, 700 km nordväst om huvudstaden London. Spean Bridge ligger 59 meter över havet och antalet invånare är 1 500.
Terrängen runt Spean Bridge är huvudsakligen kuperad, men söderut är den bergig. Spean Bridge ligger nere i en dal.Runt Spean Bridge är det mycket glesbefolkat, med 2 invånare per kvadratkilometer. Närmaste större samhälle är Fort William, 14,3 km sydväst om Spean Bridge. I omgivningarna runt Spean Bridge växer i huvudsak blandskog.